# Mitchell Lichtenstein
Mitchell Wilson Lichtenstein (10 marzo 1956) è un attore, sceneggiatore e regista statunitense.

## Biografia
Figlio di uno degli esponenti della Pop art, l'artista Roy Lichtenstein, ha lavorato come attore nei film Streamers di Robert Altman, Crackers di Louis Malle, Il banchetto di nozze di Ang Lee e Flawless - Senza difetti di Joel Schumacher. Dopo aver diretto il cortometraggio Resurrection, nel 2007 scrive, dirige e produce la commedia horror Denti, film incentrato sulla particolarità di una liceale, che possiede una vagina dentata, presentato con successo al Sundance Film Festival. Per il 2009 dirige il drammatico Happy Tears con Demi Moore e Parker Posey.